# El Casar de Escalona
El Casar de Escalona è un comune spagnolo di 1 986 abitanti situato nella comunità autonoma di Castiglia-La Mancia.